# بريستون كيلوين
بريستون ألكسندر كيلوين ولد 25 نوفمبر 1996وهو لاعب كرة قدم أمريكي يلعب حاليًا كمدافع لنادي ساوث جورجيا تورمينتا في بطولة الدور الامريكي الدرجة الاولى

## روابط خارجية
- نيويورك ريد بولز الثاني السيرة الذاتية
- فلوريدا ساحل خليج النسور السيرة الذاتية
- بريستون كيلوين  على سكروي
- موقف كيلوين من الامتنان يدفع مهنة كرة القدم للمحترفين